# Caratê nos Jogos Olímpicos de Verão de 2020 - Kata masculino
A competição do kata masculino do caratê nos Jogos Olímpicos de Verão de 2020 ocorreu no dia 6 de agosto de 2021 no Nippon Budokan, em Tóquio. Um total de 11 caratecas, cada um representando um Comitê Olímpico Nacional (CON), participaram do evento.

## Qualificação
Um total de 10 competidores poderiam se qualificar para a competição do kata, cada um representando um CON, conforme abaixo:
- 1 do país-sede, Japão;
- 4 pelo ranking de qualificação olímpica de maio de 2021;
- 3 pelo Torneio de Qualificação Olímpica do Caratê de 2021;
- 2 por representatividade continental ou por convite da Comissão Tripartite.

Adicionalmente mais uma vaga foi atribuída para a Equipe Olímpica de Refugiados, indo para Wael Shueb, totalizando 11 caratecas inscritos.

## Formato
Por definição, a modalidade kata no caratê é definida como uma sequência de técnicas ou simulação de luta com várias aplicações práticas, por esta razão, não é necessária a diferenciação de peso.
Os competidores foram divididos em dois grupos de 5 ou 6 caratecas, e cada um se revezou para executar duas séries de kata na rodada eliminatória. Os três primeiros competidores por pontuação média em cada grupo avançaram a rodada de classificação, onde realizaram uma terceira série de katas. O vencedor do grupo A enfrenta o vencedor do grupo B na luta pela medalha de ouro. Duas medalhas de bronze foram concedidas em eventos de kata. O vice-campeão do grupo A enfrenta o terceiro colocado do grupo B em uma luta pela medalha de bronze, enquanto o segundo colocado do grupo B enfrenta o terceiro colocado do grupo A em outra luta pela medalha de bronze.

## Calendário
Horário local (UTC+9)
| Dia         | Horário | Fase                  |
| ----------- | ------- | --------------------- |
| 6 de agosto | 10:00   | Fase eliminatória     |
| 6 de agosto | 11:25   | Fase de classificação |
| 6 de agosto | 19:30   | Fase final            |

## Medalhistas
| Ouro   | JPN Ryo Kiyuna                    |
| Prata  | ESP Damián Quintero               |
| Bronze | USA Ariel Torres TUR Ali Sofuoğlu |

## Resultados

### Fases eliminatória e de classificação
Grupo A
| Carateca               | 1º Kata | 2º Kata | Méd.  | Pos. | 3º kata     | Pos.        | Classificação       |
| ---------------------- | ------- | ------- | ----- | ---- | ----------- | ----------- | ------------------- |
| ESP Damián Quintero    | 27.34   | 27.40   | 27.37 | 1 Q  | 27.28       | 1 Q         | Disputa pelo ouro   |
| USA Ariel Torres       | 26.40   | 25.98   | 26.19 | 2 Q  | 26.46       | 2 q         | Disputa pelo bronze |
| KOR Park Hee-jun       | 25.72   | 25.52   | 25.62 | 3 Q  | 25.98       | 3 q         | Disputa pelo bronze |
| GER Ilja Smorguner     | 25.02   | 24.10   | 24.56 | 4    | Não avançou | Não avançou | Não avançou         |
| KUW Mohammad Al-Mosawi | 24.32   | 24.24   | 24.28 | 5    | Não avançou | Não avançou | Não avançou         |

Grupo B
| Carateca          | 1º Kata | 2º Kata | Méd.  | Pos. | 3º kata     | Pos.        | Classificação       |
| ----------------- | ------- | ------- | ----- | ---- | ----------- | ----------- | ------------------- |
| JPN Ryo Kiyuna    | 28.26   | 28.40   | 28.33 | 1 Q  | 28.72       | 1 Q         | Disputa pelo ouro   |
| TUR Ali Sofuoğlu  | 27.00   | 27.28   | 27.14 | 2 Q  | 27.32       | 2 q         | Disputa pelo bronze |
| VEN Antonio Díaz  | 25.74   | 26.40   | 26.07 | 3 Q  | 26.28       | 3 q         | Disputa pelo bronze |
| ITA Mattia Busato | 25.08   | 25.92   | 25.50 | 4    | Não avançou | Não avançou | Não avançou         |
| TPE Wang Yi-ta    | 25.00   | 24.94   | 24.97 | 5    | Não avançou | Não avançou | Não avançou         |
| EOR Wael Shueb    | 23.20   | 23.40   | 23.30 | 6    | Não avançou | Não avançou | Não avançou         |

### Fase final

#### Disputas pelo bronze
| 6 de agosto 19:30 Relatório | USA Ariel Torres | 26.72 – 26.34 | VEN Antonio Díaz |  |

| 6 de agosto 19:40 Relatório | KOR Park Hee-jun | 26.14 – 27.26 | TUR Ali Sofuoğlu |  |

#### Disputa pelo ouro
| 6 de agosto 19:50 Relatório | ESP Damián Quintero | 27.66 – 28.72 | JPN Ryo Kiyuna |  |